# 23079 Munguia
23079 Munguia este un asteroid din centura principală de asteroizi.

## Descriere
23079 Munguia este un asteroid din centura principală de asteroizi. A fost descoperit pe 7 decembrie 1999 la Socorro, New Mexico, în cadrul proiectului LINEAR. Asteroidul prezintă o orbită caracterizată de o semiaxă mare de 2,43 ua, o excentricitate de 0,18 și o înclinație de 1,8° în raport cu ecliptica.